# بطولة الأمم الخمس 1951
بطولة الأمم الخمسة 1951 (بالإنجليزية: 1951 Five Nations Championship)‏ هو الموسم 57 من  بطولة الأمم الخمسة. كان عدد الأندية المشاركة فيه  5، وفاز فيه منتخب أيرلندا الوطني لاتحاد الرغبي.